# Stardust Racers
Stardust Racers ist eine duellierende Stahlachterbahn im Universal Epic Universe in Orlando (Florida). Universal Orlando kündigte den neuen Park erstmals im August 2019 an, bevor Stardust Racers und der dazugehörige zentrale Bezirk Celestial Park im Januar 2024 offiziell enthüllt wurden.
Stardust Racers wurde von der deutschen Firma Mack Rides hergestellt und umfasst zwei jeweils 1524 m lange Schienenpaare, was die Anlage zu einer der größten Stahlachterbahnen in den Vereinigten Staaten macht. Die Eröffnung ist für den 22. Mai 2025 geplant.

## Bauarbeiten
Die Schienen und Stützen für die Attraktion wurden ab August 2022 angeliefert. Die Erdarbeiten und die Installation der Achterbahn erfolgten parallel, wobei jeder Abschnitt phasenweise fertiggestellt wurde. Die ersten Bereiche wurden im November 2022 mit den ersten Startstrecken und Wartungsbuchten ausgestattet, die physische Fertigstellung des Layouts erfolgte im Juni 2023. Das Highlight, das Celestial-Spin-Element, wurde im Mai 2023 eingebaut.

## Eigenschaften
Jede Seite der Stardust Racers ist 40,5 m hoch und erreicht eine Höchstgeschwindigkeit von 99,8 km/h. Die maximale Höhe wird während des charakteristischen Celestial-Spin-Elements der Attraktion erreicht, bei dem sich die Schienen beim Auf- und Absteigen gegenseitig umkreisen. Die Höchstgeschwindigkeit wird durch zwei Linearmotorantriebe auf jeder Seite erreicht.
Stardust Racers wird mit bis zu vier Zügen pro Strecke fahren, da die Wartungshallen acht Züge aufnehmen können. Jeder Zug fasst zwanzig Passagiere und besteht aus fünf Wagen, in denen die Fahrgäste in zwei Zweierreihen sitzen. Während das Fahrgeschäft nachts nicht beleuchtet ist, verfügen die Züge über integrierte Audio- und Lichtanlagen, sodass die beleuchteten Fahrzeuge wie Kometen am Nachthimmel erscheinen. An der Rückseite der Züge ist außerdem ein Fluxkompensator aus der Filmreihe Zurück in die Zukunft angebracht.